# Parancistrocerus incommodus
Parancistrocerus incommodus är en stekelart som först beskrevs av Henri Saussure 1852.  Parancistrocerus incommodus ingår i släktet Parancistrocerus och familjen Eumenidae. Inga underarter finns listade i Catalogue of Life.